# سنبورن (نیویورک)

موقعیت نیاگارا کانتی و ایالت نیویورک.

سنبورن، نیویورک (انگلیسی: Sanborn, New York) یک شهر (و محل برگزاری سرشماری است، جمعیت آن: ۱٬۶۴۵ نفر در سرشماری سال ۲۰۱۰بود) همجوار شهرهای کامبریا، لوئیستون و ویتفیلد، نیویورک، ایالات متحده آمریکا است، سنبورن در قسمت جنوبی شاهراه اتوبان ۴۲۹ نیویورک و شاهراه دولتی ۳۱ قرار دارد.